# シスル (潜水艦)
シスル (HMS Thistle) はイギリス海軍の潜水艦。T級。
1937年7月20日発注。19377年12月7日起工。1838年10月25日進水。1939年7月4日就役。
1938年9月28日、ダンディーより1回目の哨戒に出発。9月30日、ドイツ潜水艦「U3」に停船させられていたスウェーデン商船「Gun」と遭遇。その際「U3」は「シスル」に対して魚雷1本を発射したが外れている。また、「シスル」側では攻撃されたことに気づいていなかった。10月16日、ロサイスに帰投。
1940年2月18日、「シスル」が加わっており駆逐艦「デアリング」、「アイレクス」などが護衛していたHN12船団がドイツ潜水艦「U23」に発見され、「デアリング」が雷撃を受けて被雷した。次いで「シスル」も雷撃を受けたが、これは外れた。2度の爆発音を聞いた「シスル」は調査に向かい、「デアリング」の残骸に行き着いた。「シスル」は「アイレクス」を呼んだが、「アイレクス」は「シスル」へ生存者救助を行うよう信号を送ると支援のボートを残さず敵潜捜索に向かった。「シスル」が発見した生存者は3名のみで、1名はすぐに姿を消し、もう1名は救助に失敗。残る1名のみ、戻ってきた「アイレクス」から送られたボートに救助され、「シスル」に収容された。
4月7日、スカパ・フローより出撃した。4月9日、ドイツ軍はノルウェーに侵攻。「シスル」はスタヴァンゲルへ侵入して敵艦船を攻撃するよう命じられた。同日、「シスル」は、16時4分にSkudenes Fjord（Stavanger fjord）入り口でUボートに対して魚雷6本を使用したと報告した。「シスル」が雷撃したのはドイツ潜水艦「U4」であった。同艦は17時5分（ドイツ側記録、以下同じ）に雷跡を発見し、回避後潜航して敵を探したが、電池の残量が少なくなったため22時17分に浮上した。4月10日1時57分に「U4」は潜水艦を発見し、雷撃。最初の魚雷は外れたが、続いて発射された2本目が「シスル」に命中した。「シスル」はすぐに沈没し、生存者はいなかった。